# Château de Veitshöchheim
Le château de Veitshöchheim (Schloss Veitshöchheim) est l'ancienne résidence d'été des princes-évêques de Wurtzbourg, puis des rois de Bavière, qui se trouve aux environs de la ville à Veitshöchheim. Son parc baroque est fameux.

## Historique

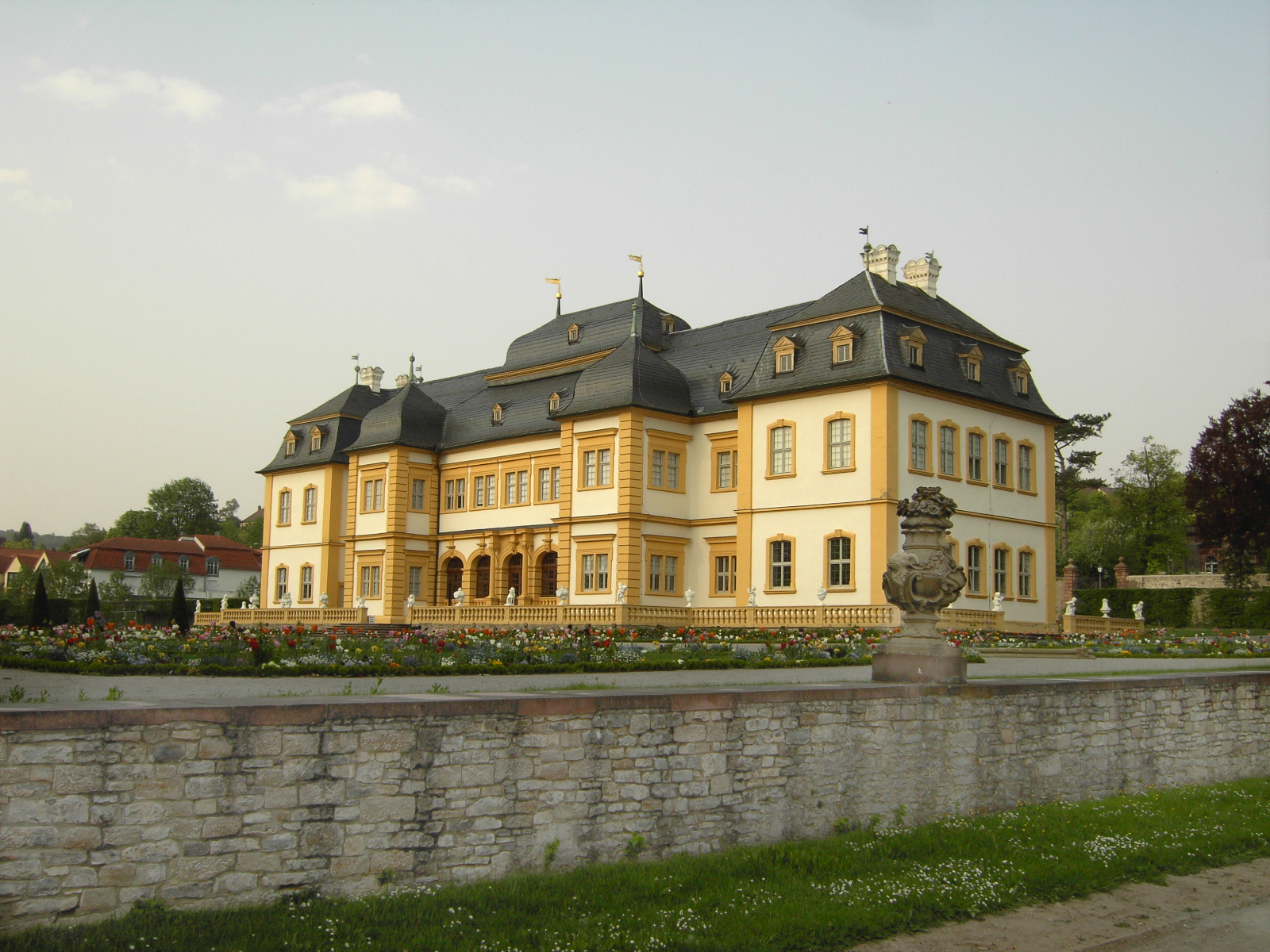
Vue du château du côté du parc

Un pavillon de chasse est d'abord construit pour le prince-évêque entre 1680 et 1682 avec une entrée à cinq arcs. Cette partie est intégrée au nouveau corps de logis à étage qui est bâti par Antonio Petrini avec la collaboration de Heinrich Zimmer. Le château est ensuite agrandi avec quatre petites tourelles d'angle. Balthasar Neumann réaménage l'ensemble en 1753 avec des pavillons de côté, un escalier d'honneur et une toiture pleine mansardée. Le château est entouré d'une balustrade avec des vases et des groupes de putti.
Des salles de réception baroques présentent des décors raffinés, comme la grande salle-à-manger avec des tables de jeu, la salle de billard, le cabinet de travail, la chambre d'apparat avec une alcôve. Ces pièces sont décorées des stucs d'Antonio Giuseppe Bossi, fondateur du rococo wurtzbourgeois. Les panneaux de soieries de Lyon ont été reconstitués à partir des dessins originaux. Celles du grand salon sont d'origine.
La chapelle du château possède une décoration rococo, œuvre de Bossi, dont le maître-autel de stuc multicolore.
Le château sert de résidence d'été, après la sécularisation des biens d'Église, au grand-duc de Toscane, Ferdinand III de Lorraine-Toscane, entre 1806 et 1813, devenu grand-duc de Wurtzbourg. Il refait décorer certaines pièces en style Empire. Cinq sont aujourd'hui présentées au public: une antichambre avec un cabinet de travail, un salon avec une rare bibliothèque à décor de fleurs, une chambre et une pièce dans une des tours. Les papiers peints à motifs de plantes sont remarquables. La firme Sattler de Schonungen est mise à contribution pour employer l'arsénite de cuivre dit vert de Paris pour le décor des pièces. Le mobilier est en bois de poirier, de quetsch et d'ébène et les lampes à huile d'albâtre sont de style néoclassique.
Lorsque le grand-duché de Franconie est intégré au royaume de Bavière en 1814, le château devient la propriété des Wittelsbach qui s'y rendent rarement. Une petite ligne de chemin de fer menant de Wurtzbourg, à sept kilomètres, est inaugurée, et l'on construit un petit pavillon, dit pavillon royal, servant de gare, dans l'axe du château, ainsi qu'un pavillon d'entrée et  des bains.
Le roi de Bavière abdique en novembre 1918 et le château devient la propriété de l'État libre de Bavière qui ouvre un musée en ses murs en 1932.
Le château est restauré entre 2001 et 2005.

## Galerie

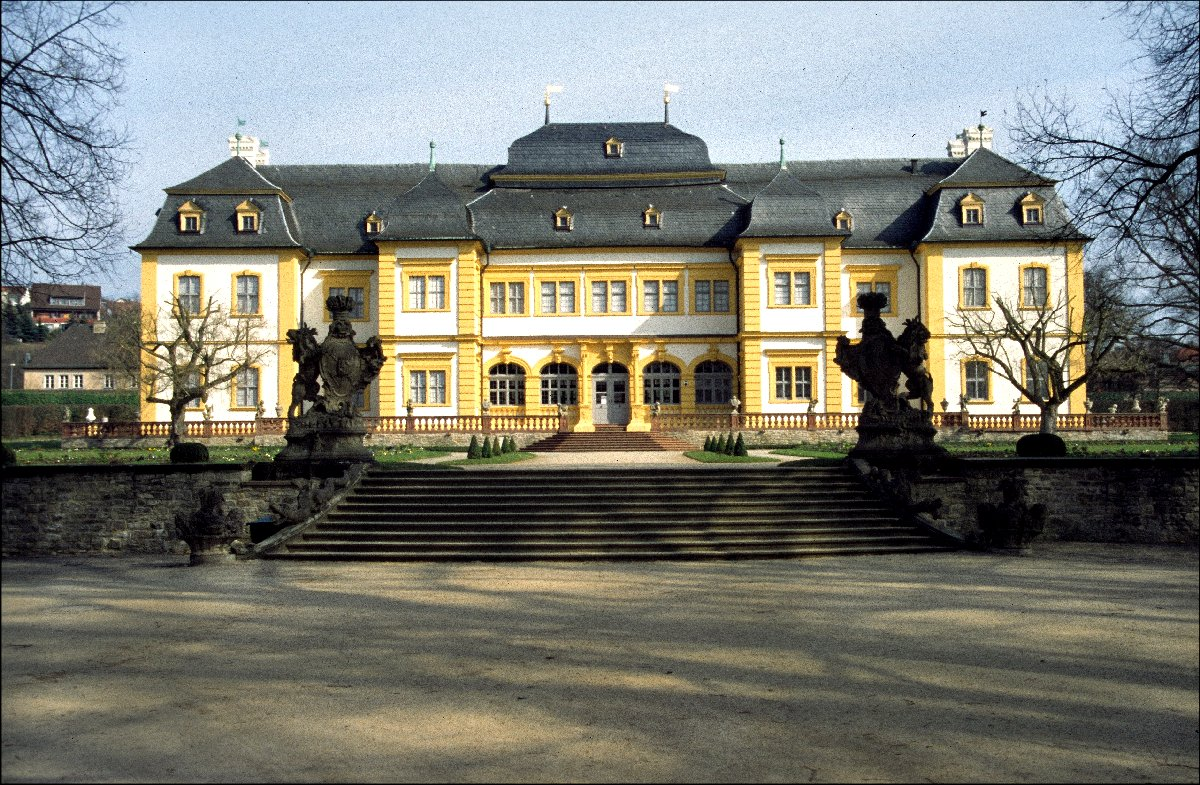
Façade du château
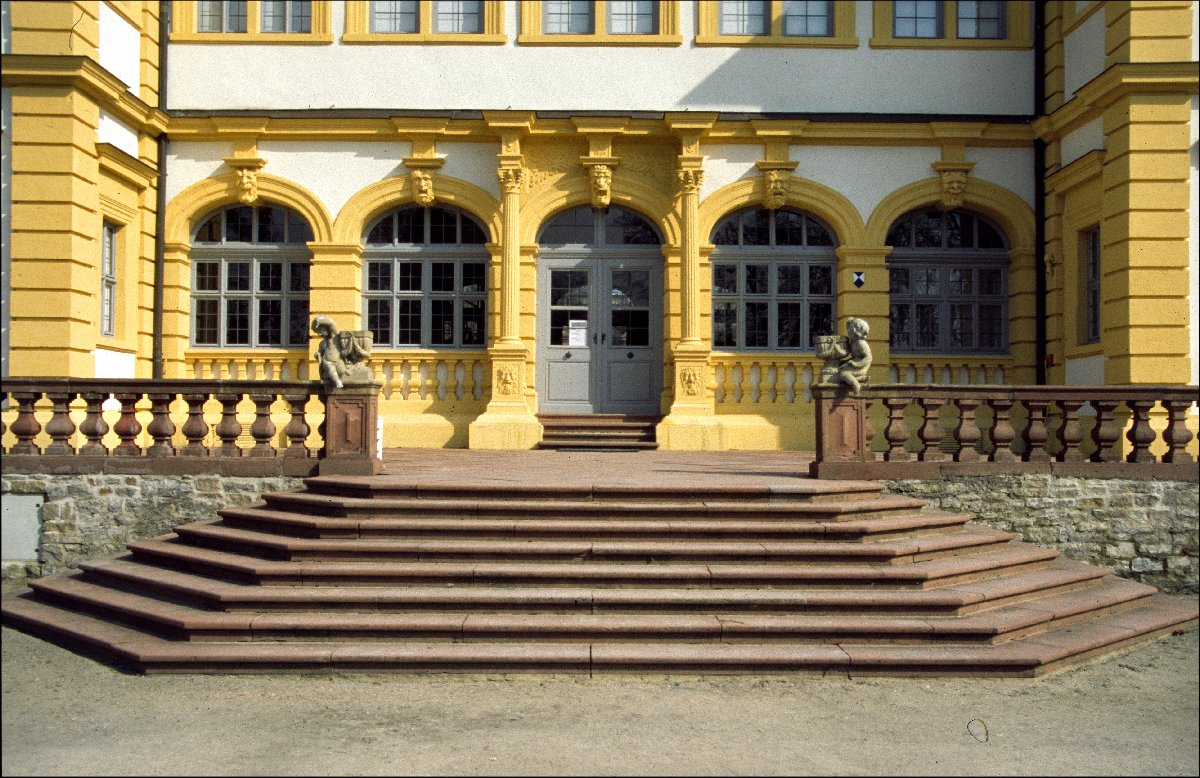
Escalier d'honneur
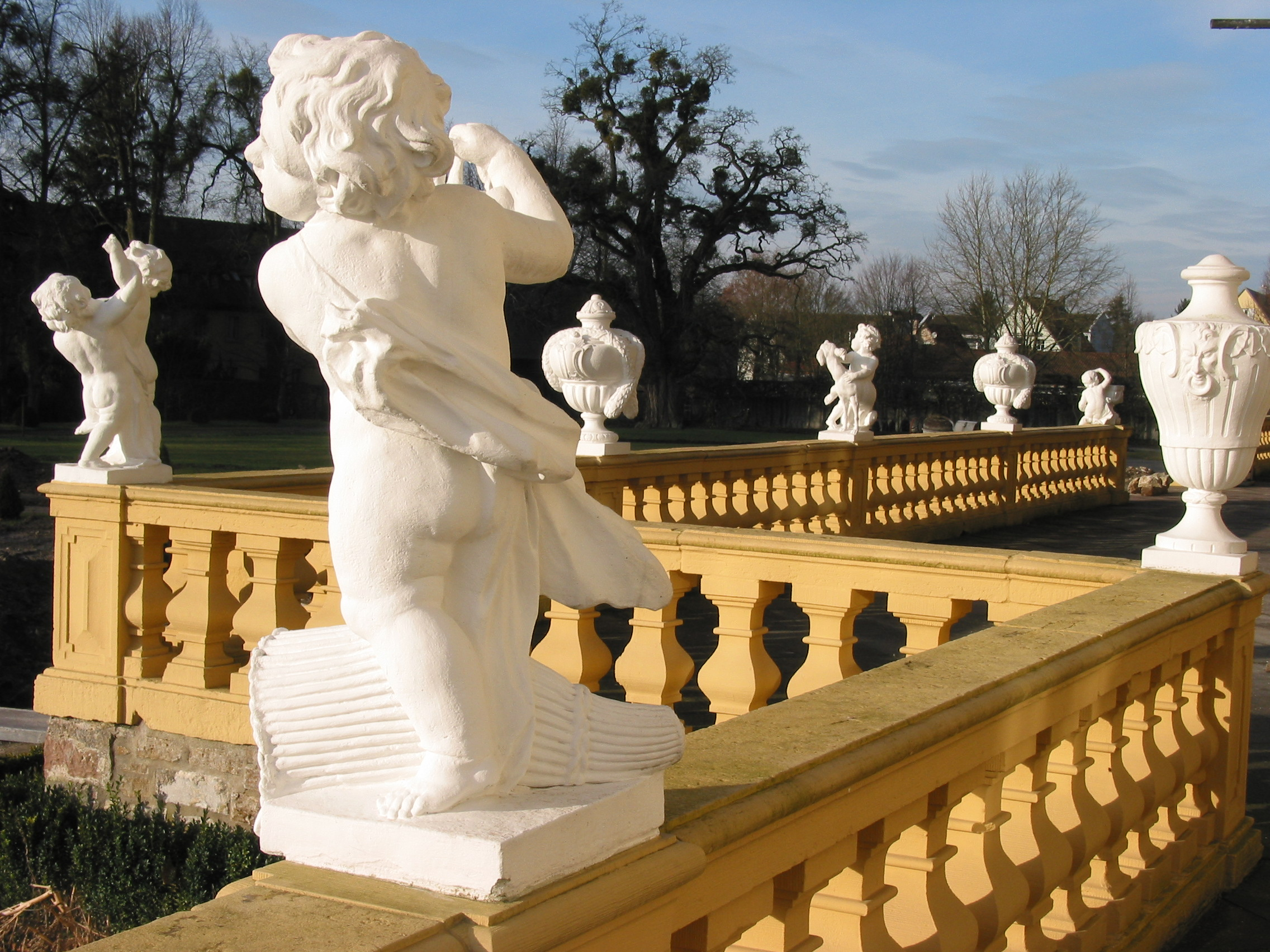
Balustrade avec vases et putti
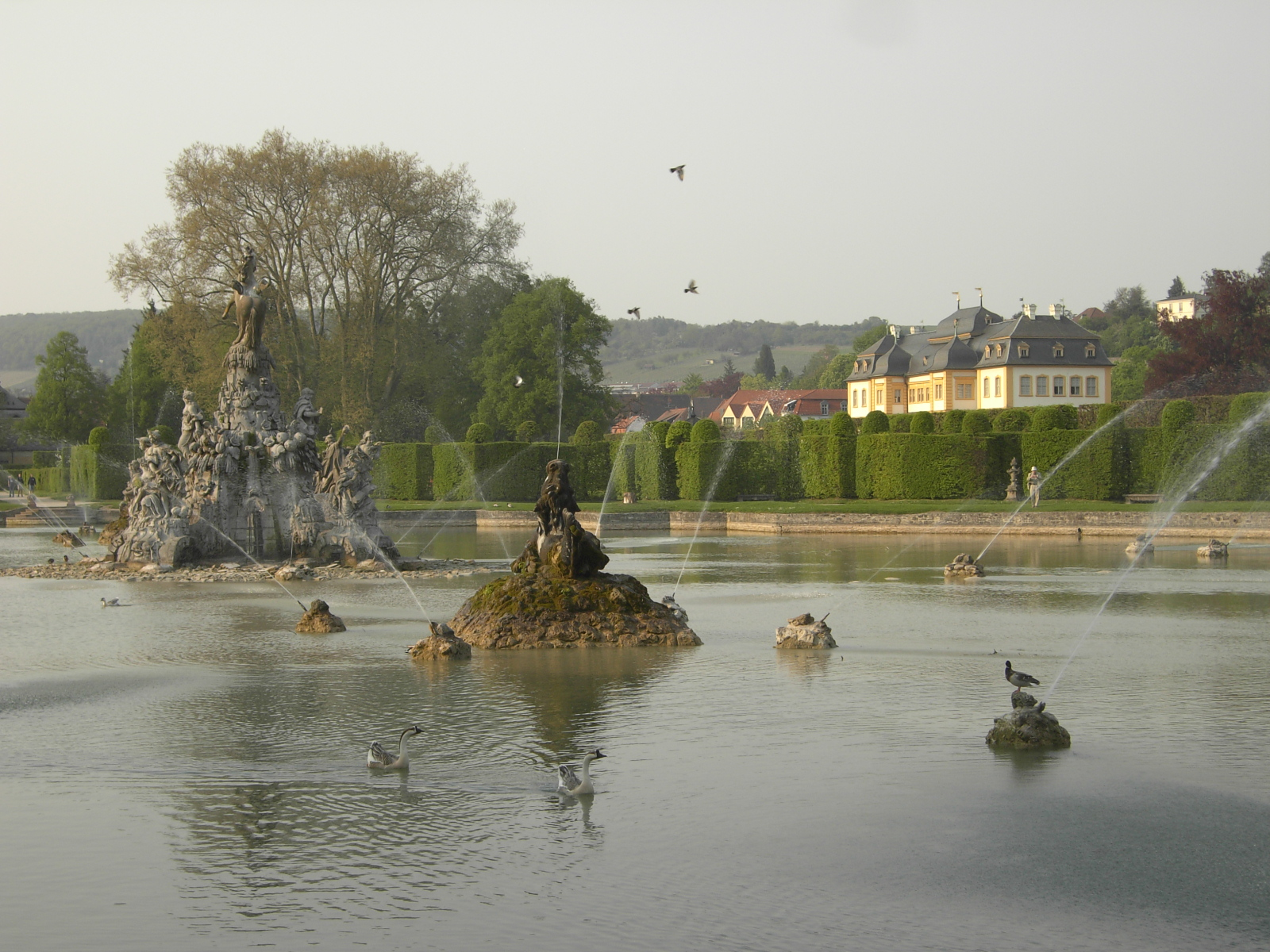
Vue du grand bassin de Veitshöchheim

## Parc du château

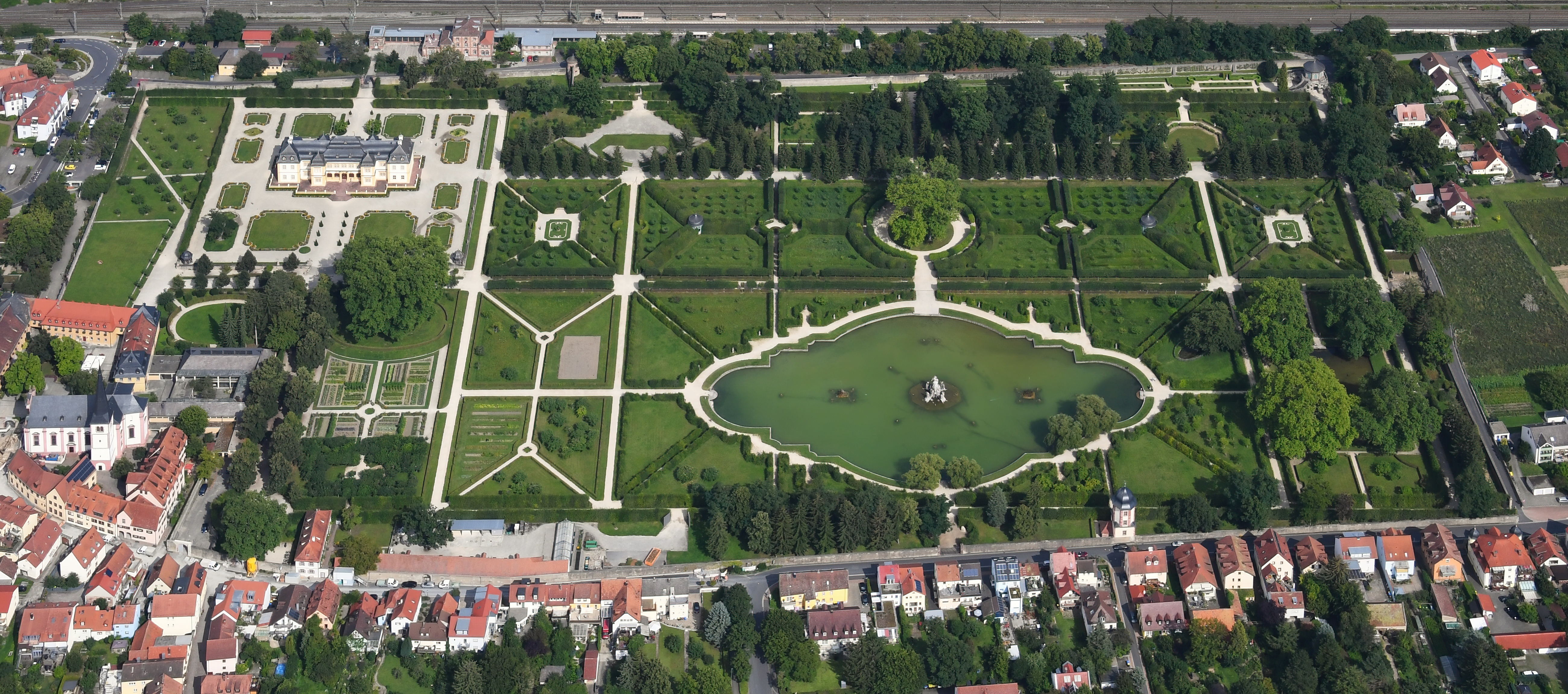
Vue aérienne du parc du château

Le parc est aménagé en 1760 par le prince-évêque Adam Friedrich von Seinsheim avec des fontaines et plus de trois cents sculptures de Ferdinand Tietz, Johann Peter Wagner et Johann Wolfgang von der Auwera. Les princes-évêques l'ont fait constamment embellir au cours du XVIIIe siècle. Ses jeux d'eau et ses jardins d'agrément rococo en font l'un des rares parcs à la française qui soit préservé en Allemagne. On y admire des haies taillées en chambres de verdure, des topiaires, pavillons de jardin, kiosques, petites bastides et ruines artificielles. La grotte est copiée de celle du jardin de Boboli à Florence. Au milieu du grand lac se dresse le superbe groupe du Parnasse (Pégase, les Muses et Apollon).
Le château n'est pas dans l'axe central du parc, car il a été agrandi ultérieurement.

## Source
- (de) Cet article est partiellement ou en totalité issu de l’article de Wikipédia en allemand intitulé « Schloss Veitshöchheim » (voir la liste des auteurs).